# Smak av körsbär
Smak av körsbär (persiska: طعم گيلاس) är en iransk dramafilm från 1997, skriven, regisserad och producerad av Abbas Kiarostami. Filmen hade premiär i maj 1997 då den visades i tävlingssektionen vid filmfestivalen i Cannes och sedan vann Guldpalmen.

## Handling
Badii är en medelålders man som åker runt i sin bil i Teheran. Han letar efter någon som kan utföra ett arbete åt honom mot en stor summa pengar. När han övertygat potentiella sökande att åka med honom i bilen avslöjar han för dem att han tänker ta livet av sig och att han redan grävt graven. Han behöver någon som kan kontrollera att han verkligen är död och sedan täcka graven med jord.
Den förste han försöker övertyga är en ung soldat från Kurdistan, denne flyr när Badii visar honom graven. Ytterligare en man avböjer hans erbjudande, en prästseminarist som vägrar att ta jobbet av religiösa skäl. Den tredje mannen Badii försöker övertyga är en azerisk konservator, vilken är villig att hjälpa honom eftersom han behöver pengar till sitt sjuka barn. Han försöker dock först att få Badii på andra tankar. Han berättar för Badii om hur han själv ville ta livet av sig för länge sedan men att han ångrade sig när han smakade mullbär. Konservatorn lovar ändå att begrava Badii om han hittar honom död, Badii beger sig till sitt hem där han tar sömnpiller och tar en taxi till platsen han grävt sin grav. Han ligger i graven medan ett åskväder bryter ut. Efter en lång mörkläggning av bilden ser vi hur filmen spelades in.

## Medverkande
| Homayon Ershadi          | – Badii               |
| Abdolhosein Bagheri      | – Baghi, konservatorn |
| Afshin Khorshid Bakhtari | – soldaten            |
| Safar Ali Moradi         | – säkerhetsvakten     |
| Mir Hosein Nouri         | – prästseminaristen   |

## Produktion
Smak av körsbär består av en serie samtal mellan två män i en bil, men Kiarostami filmar varje konversation i en tagning som om publiken ser mannen genom den andres ögon. Skådespelarna arbetade aldrig tillsammans och har i de flesta fall inte heller träffat varandra. Kiarostami satt själv bakom kameran vid varje samtal även om han var där mer som intervjuare eller provokatör än som uppläsningspartner eller instruktör. Han försökte få fram reaktioner som skulle gå att passa in i hans vision.

## Mottagande
Smak av körsbär blev förbjuden i Iran, men har fått ett mestadels positivt mottagande bland västerländska kritiker, på Rotten Tomatoes har filmen betyget 84%, baserat på 32 kritikerrecensioner med ett genomsnittligt betyg på 7,3 av 10. Filmen sågs också av över 400 000 biobesökare i Europa under 1997 och 1998.

### Nomineringar och priser
| År   | Pris                                    | Kategori                        | Resultat  |
| ---- | --------------------------------------- | ------------------------------- | --------- |
| 1997 | Guldpalmen                              | Tävlingssektionen, Cannes 1997  | Vann      |
| 1998 | Boston Society of Film Critics Awards   | Bästa icke-engelskspråkiga film | Vann      |
| 1998 | New York Film Critics Circle Awards     | Bästa icke-engelskspråkiga film | Nominerad |
| 1999 | National Society of Film Critics Awards | Bästa icke-engelskspråkiga film | Vann      |
| 1999 | Cóndor de Plata                         | Bästa icke-spanskspråkiga film  | Nominerad |
| 1999 | Chicago Film Critics Association Awards | Bästa icke-engelskspråkiga film | Nominerad |